# T Ceti
T Ceti är en halvregelbunden variabel av SRB-typ i Valfiskens stjärnbild.
Stjärnan varierar mellan magnitud +4,96 och 6,90 med en period av 159,3 dygn.